# Totem (nome scout)
Il Totem (o nome di caccia) è un soprannome che viene dato ad uno scout per sottolineare una sua caratteristica peculiare. Di solito si tratta del nome di un animale (ma può essere anche una pianta, un albero o un fenomeno atmosferico) seguito da un aggettivo e, sempre di solito, l'animale richiama un aspetto fisico della persona, mentre l'aggettivo un tratto positivo della sua personalità.

## Storia
Robert Baden-Powell, il fondatore dello scautismo, nel suo libro autobiografico del 1933 "Lessons from the 'Varsity of Life", racconta che nel periodo in cui combatteva in Rhodesia (l'attuale Zimbabwe) i suoi nemici, i Matabele, lo chiamarono "Impeesa", termine da lui tradotto come "l'animale che si sposta furtivamente di notte" ("the beast that creeps about by night"). A posteriori tale animale è stato associato con il lupo e la parola di cui sopra tradotta anche con l'espressione "Il lupo che non dorme mai". Baden-Powell non utilizzò mai questo epiteto nell'ambito dello scautismo, così come non utilizzò gli altri soprannomi che gli erano stati dati, sia in Africa ("Katankye", l'uomo dal grande cappello o "M'hlala panzi", l'uomo che si sdraia per sparare) sia dagli Indiani d'America (Pino solitario all'orizzonte). Egli non attribuì molta importanza alla totemizzazione, né usò mai il termine "Totem" con questo significato, tuttavia lasciò che tale tradizione prendesse piede nello scautismo.
Fu nei tardi anni 1910 che John Hargrave (detto White Fox), un giovane commissario inglese, lanciò questo gioco e nel 1918 scrisse anche un libro sull'argomento: The Totem Talks. Egli però esagerò troppo con le proprie idee, portandole all'eccesso, tanto che Baden-Powell fu costretto a sconfessarlo e poi ad espellerlo. Hargrave quindi fondò nell'agosto del 1920 i Kibbo Kift, un movimento giovanile con molte similitudini rispetto allo scautismo che prevedeva anche la coeducazione.
Comunque ormai l'idea era stata lanciata e fu seguita presto da Paul Coze (detto Panthère à l'affùt), uno dei fondatori degli Scouts de France nonché primo francese a conquistare il Wood Badge. Egli aveva vissuto a lungo presso gli Indiani d'America e aveva conosciuto alcuni dirigenti scout statunitensi, tra cui Lorne W. Barclay e Milton François d'Elisçu, così ebbe l'idea di importare in Francia il cosiddetto "indianismo".
In Italia durante il periodo della giungla silente, tra il 1927 ed il 1945, quando le associazioni scout erano state sciolte da una delle leggi fascistissime, gli aderenti al movimento clandestino delle Aquile randagie utilizzarono molto i soprannomi (anche se non sempre riferiti ad animali), per non essere riconosciuti dalle autorità fasciste che li perseguitavano.

## Obiettivi educativi
La tradizione della totemizzazione non costituisce parte integrante del metodo scout in nessuna associazione e pertanto non è ufficializzata. La validità del nome e della relativa cerimonia va dunque valutata dai capi adulti nel contesto educativo entro cui si colloca. Si presume comunque che una tale tradizione possa essere in linea col metodo scout a condizione che al "nome di caccia" ed alla cerimonia vengano attribuiti un significato educativo e che il tutto si svolga secondo le caratteristiche tipiche dello stile scout, come la gioiosità e la fraternità. A tal proposito si può ricordare come Baden-Powell avesse scritto che non si debbano mai dare soprannomi offensivi come "scimmia" o "pappagallo".

## Attuale utilizzo
La totemizzazione, pur essendo una delle tradizioni scout più antiche, non ha regole fisse sul nome da attribuire, tuttavia l'utilizzo più diffuso prevede che esso sia formato da due parti: il nome di un animale (l'"animale totem" appunto) che riconduca all'aspetto fisico ed eventualmente comportamentale della persona e un aggettivo che riguardi un tratto distintivo del carattere. Il nome deve rimandare a qualità positive dello scout, che porterà così il proprio totem con orgoglio negli anni a venire. Bisogna comunque fare attenzione a che un'interpretazione ludica e "goliardica" non porti a banalizzare la cerimonia e dare nomi che insultano, ridicolizzano o mortificano la persona. La tradizione solitamente prevede che la cerimonia debba essere segreta e riservata soltanto a chi è già stato totemizzato e ai totemizzandi, ma ogni gruppo scout la interpreta diversamente.

### Nelle associazioni italiane
In AGESCI il totem viene dato solitamente a coloro che stanno per entrare o sono entrati nell'alta squadriglia dai membri più anziani del reparto, in una apposita cerimonia, durante la quale lo scout per ricevere il suo totem dovrà superare delle prove che testimonieranno il suo valore. Alcuni reparti invece conferiscono il nome dopo alcuni eventi come un hike, una missione, un'impresa o sul finire del primo campo estivo. È interessante notare come in alcuni gruppi della stessa associazione la totemizzazione sia un evento aperto a tutto il reparto, mentre in altri sia una cerimonia segreta di cui non si conoscono né le prove né il rito.
Nell'ASCI (Associazione scouts cattolici italiani) il totem, è composto da animale (che rappresenta lo scout, emotivamente o caratterialmente) con in aggiunta un aggettivo che li descriva. Esso viene assegnato durante la prima Route estiva è non può essere modificato se non per 1 eccezione, il totem assegnato da un altro gruppo non rispecchia veramente la personalità dello scout, quindi con il suo consenso si procede alla modifica.
Nel CNGEI il totem è trattato nel manuale tecnico Uscita di reparto, dove è scritto che non esiste una cerimonia standard e che esso non deve essere dato a ragazzi/e troppo giovani e quindi con il carattere non ancora pienamente formato. Viene pertanto consigliato di assegnarlo all'ultimo anno di compagnia.
Negli Scout d'Europa il nome di caccia viene dato all'esploratore e alla guida che hanno raggiunto l'obiettivo della seconda classe, tappa che viene dopo la promessa o comunque al secondo campo estivo. La cerimonia della totemizzazione varia molto a seconda delle tradizioni del reparto ma di solito consiste in un salto attraverso il fuoco effettuato dall'esploratore / guida che viene totemizzato. Di solito viene dato solo nei campi estivi.